# Rakitnica (Srbica)
Pour les articles homonymes, voir Rakitnica.
Rakinicë en albanais et Rakitnica en serbe latin (en serbe cyrillique : Ракитница) est une localité du Kosovo située dans la commune/municipalité de Skenderaj/Srbica et dans le district de Mitrovicë/Kosovska Mitrovica. Selon le recensement kosovar de 2011, elle compte 774 habitants.

## Démographie

### Évolution historique de la population dans la localité
| 1948 | 1953 | 1961 | 1971 | 1981 | 1991 | 2011 |
| ---- | ---- | ---- | ---- | ---- | ---- | ---- |
| 375  | 408  | 498  | 638  | 763  | 830  | 774  |

|  |

### Répartition de la population par nationalités (2011)
En 2011, les Albanais représentaient 99,61 % de la population.